# Stratégie de communication
Une stratégie de communication est la manière de planifier et de coordonner la communication.

## Naissance
L’ère industrielle a vu le développement simultané de la production, la distribution et la consommation de masse.
La naissance de la publicité au sens moderne du terme date des années 1850 :
- 1836 : Euloge Winner crée « La Presse » et imagine de financer son journal par des insertions publicitaires et des petites annonces.
- En 1841, on assiste à l’apparition des premières agences de publicité qui ne sont encore que des courtiers publicitaires : Volney, Palmer aux États-Unis ; création de la Compagnie Générale d'Annonces de Charles Duveyrier qui s’unit en 1857 à l’agence de presse de Charles Havas.
- Aux États-Unis, Bates, Ayer en 1869 et J. Walter Thompson en 1871, annoncent la naissance des premières véritables agences de publicité, intégrant la fonction création.

Les méthodes marketing prennent leur essor dans les marchés de produits de grande consommation. Le marketing moderne se développe dans les années 1920 aux États-Unis, dans les années 1950 en France. La publicité est alors l’outil dominant, voire unique de la communication marketing. Les techniques de média-planning voient le jour en 1957, avec la création du Centre d’Étude des Supports Publicitaires qui fait les premières études d’audience. Le développement de la télévision et son utilisation pour la publicité de marque font exploser le marché publicitaire. À la fin des années 1960 et au début des années 1970, une nouvelle génération d’agences apparaît.
En raison d’une concurrence de plus en plus vive, le marketing indifférencié trouve très vite ses limites. Au début des années 1970, apparaît la notion de positionnement et les politiques de segmentation se développent. On dispose alors d’une connaissance plus précise des audiences des médias de masse qui permet un ciblage plus fin, pour toucher des marchés de plus en plus segmentés. Les premières agences de marketing direct importantes apparaissent dans les années 1970, tandis qu’en France on assiste à une révolution de la distribution avec l’invention et le développement des hypermarchés. À partir des années 1980, face au pouvoir croissant des grandes enseignes, il devient nécessaire pour les producteurs d’investir dans le marketing et la communication de marque. En effet, une marque forte a de la valeur pour le consommateur et peut avoir une valeur financière considérable pour l’entreprise.
La publicité particulièrement adaptée à la communication de marque retrouve alors un nouvel élan et on assiste au développement et à la diversification rapide des outils de communication.
La légitimité des entreprises est remise en question par la montée du mouvement écologique et quelques crises majeures. On apprend à communiquer en temps de crise et on prend conscience de l’intérêt de la communication corporate. Dans les années 1980, avec les grands mouvements de fusion-acquisition, la communication financière se développe. À la fin de cette décennie, dans les grands groupes, les directions de la communication se multiplient.
En 1991, la crise économique concomitante à la guerre du Golfe, touche de plein fouet les dépenses publicitaires et met en péril les agences alors engagées dans la course à la mondialisation. Tandis que les dépenses de promotion des ventes et de marketing direct, qui ont des effets plus immédiats sur les chiffres d’affaires, continuent à progresser.
On distingue la communication média publicitaire de la communication hors média qui regroupe l’ensemble des autres outils. Cette délimitation est fondée sur l’émergence du marketing des produits de grande consommation dont la publicité fut souvent la composante majeure des dépenses de communication marketing. D'où, l’habitude de considérer que les plans de communication étaient construits sur la publicité avec, le cas échéant, des compléments : le hors-média.
A l’heure actuelle, cette classification ne saurait être stricte les deux étant fortement liés et complémentaires. Cependant, c’est celle qui est retenue par les principaux ouvrages de marketing, de communication et qui est le plus souvent utilisée lors de l’élaboration des budgets.
Chaque moyen de communication présente des caractéristiques pour l’annonceur, plus ou moins adaptées à l’effet recherché.

### Publicité-communication média
Caractéristiques de la publicité pour les annonceurs :
| AVANTAGES | INCONVENIENTS |
| --- | --- |
| - Toucher des audiences de masse - Efficacité pour valoriser la marque - Effet rapide sur la notoriété et les ventes - Capitalisation des effets - Coût pour mille personnes exposées à la publicité (CPM) faible pour les cibles de masse - Communication contrôlée par l’entreprise : intégrité du message respectée par les médias - Impressionne la distribution - Le plus polyvalent des moyens de communication - Sous-traitée à des agences, il demande un moindre effort de la part de l’annonceur | - Déperdition souvent forte car assez mal ciblée - « Ticket d’entrée » élevé - Fort encombrement publicitaire des meilleurs supports, d’où un phénomène de saturation - Message réducteur - Coût de l’espace en progression[réf. nécessaire] : diminution de la rentabilité - Réactivité faible : temps nécessaire à la réalisation d’une campagne - Moins efficace pour les produits en phase de maturité et déclin que pour les produits nouveaux - Moins efficace pour fidéliser que pour recruter de nouveaux consommateurs - Action qui, par nature, ne peut être cachée à la concurrence - Risque de surenchère publicitaire |

On peut aussi classer indifféremment dans la publicité ou le marketing direct la publicité directe. C’est-à-dire de la publicité média : presse, télévision, cinéma ou radio, avec selon les cas : des coupons réponses ou un numéro vert. Les bannières sur Internet, sur lesquelles on peut cliquer pour aller sur site marchand, en sont une forme.

### Communication hors-média
Elle se fait de différentes manières :
- relations publiques ;
- parrainage et mécénat ;
- foires et salons ;
- bâches grand format ;
- cartes postales ;
- publipostage.

#### Marketing direct
Il se décline sous deux formes :
Le marketing direct non adressé
Imprimé sans adresse : ce sont les prospectus, les offres promotionnelles, les journaux de distributeurs… que l’on glisse dans les boîtes aux lettres ou qui sont distribués dans la rue. Cette méthode peut permettre d’exploiter les retours, afin de constituer des fichiers personnalisés.
Le marketing direct adressé
C’est le marketing direct, le plus performant, basé sur des fichiers personnalisés. Il tend à se développer de plus en plus avec le marketing relationnel, basé sur les CRM.
On peut en distinguer trois formes : 
- Le marketing direct vendeur : visant à provoquer un achat immédiat, il est issu de la VPC.
- Le marketing direct de qualification : il permet d’identifier des prospects qui seront ensuite traités par d’autres moyens commerciaux.
- Le marketing direct de fidélisation : l’objectif est de créer puis d’entretenir des relations suivies avec des prospects et des clients, au travers d’une communication personnalisée.

Caractéristiques du marketing direct adressé
| Avantages | Inconvénients |
| --- | --- |
| - Ciblage très précis - Effet rapide, mesurable bien qu'éphémère - Pré-test des messages facile - Fidélisation - « Ticket d’entrée » faible - Moins visible, par la concurrence, que la publicité - Bon support d’accompagnement d’autres actions | - Questions de vie privée, lassitude croissante, réglementation - Difficulté à toucher des audiences très larges - Difficulté à constituer de très bons fichiers - Nécessité d’un excellent suivi des opérations - Souvent moins adapté que la publicité à la communication de marque |

#### Promotion des ventes
La promotion des ventes est issue de la distribution, qu'elle se fasse par correspondance ou magasin en réel. Depuis peu, elle a fait son apparition dans le commerce électronique. Cette forme de communication hors-média répond à un besoin de rassurance par le prix du consommateur.
Elle a deux objectifs : le recrutement de nouveaux acheteurs et la fidélisation des acheteurs acquis. Elle revêt différentes formes : offres financières (prix spécial, vente en lot, quantité en plus, couponing et offre de remboursement) ou offres « dotation » (prime directe, prime différée, prime auto-payante, jeu, concours).
Au-delà de ces deux objectifs principaux, un usage intensif des outils de la promotion des ventes pour des questions liées au sur-stock a été entrepris depuis les années 1990. Ainsi, la plupart des enseignes de distribution souffrent aujourd'hui de ne plus pouvoir vendre hors promotion. En effet, la réglementation française interdit toutes formes de vente en dessous du prix de revient du produit en dehors des périodes légales de soldes. Ainsi, les distributeurs se doivent de gérer leur stock au plus près par d'autres moyens d'écoulement.
Caractéristiques de la promotion des ventes
| Avantages | Inconvénients |
| --- | --- |
| - Effet immédiat - Effet sur les ventes beaucoup plus fort que celui de la publicité - Effet mesurable - Limitation dans le temps, de la « baisse » du prix - Possibilité de cibler le lieu et le moment - Gêne le concurrent (occupation de l’espace) | - Peut dégrader la marque - Augmente la sensibilité des consommateurs au prix - Coût réel pouvant être très important - Faible créativité - Facilement contrée par la concurrence et risque de cercle vicieux |

Pour pallier la surenchère de promotion, les enseignes ont recours à d'autres outils de promotion des ventes comme le merchandising ou le marketing sensoriel. Ces derniers visent à déclencher l'acte d'achat par le désir et le plaisir. C'est également un outil qui permet de concilier la promotion des ventes à la promotion de la marque.

#### Sponsoring, communication événementielle, relations publiques et relations presse
Sponsoring et communication événementielle
La communication événementielle est récente et ses contours restent mal définis. Elle regroupe les actions de relations publiques, de stimulation, de motivation qui donnent lieu à des manifestations regroupant des publics internes, externes ou mixtes. Elle peut être de deux types :
- communication par le biais d’événements spécialement conçus par les entreprises à cet effet ;
- participation de la marque à des événements organisés par d’autres : sponsoring ou parrainage.

Caractéristique du sponsoring et de la communication événementielle
| Avantages | Inconvénients |
| --- | --- |
| - Création rapide de notoriété, démultiplication par les retombées presse - Impact sur l’image si l’opération est bien choisie, transfert des valeurs de l'événement sponsorisé sur la marque qui sponsorise - Prétexte aux contacts personnels avec la distribution et les partenaires divers | - Spéculatif avec des effets pouvant être négatifs - Effet difficilement mesurable - Actions trop souvent ponctuelles, pas assez de vision à long terme |

Relations publiques et relations presse
Les relations publiques se définissent de façon très large, comme un ensemble de techniques de communication destinées à développer une relation de confiance, d’estime et d’adhésion entre une entreprise, une marque et de multiples publics : consommateurs, distributeurs, leaders d’opinion, pouvoirs publics et plus largement opinion publique.
Les relations presse consistent en une communication par l’intermédiaire de la presse écrite et audiovisuelle.

## Élaboration d’une stratégie de communication

### Composantes d’un plan de communication
Le questionnement qui précède toute stratégie de communication est le suivant :
1. QUOI : quel produit, service, action, que veut-on promouvoir ?
2. POURQUOI : quels sont les objectifs ? (type d'objectifs : de notoriété, d'image, de comportement, d'information)
3. A QUI : auprès de quelles cibles? (définition des cibles, et de leurs freins et motivations)
4. COMBIEN : quel budget est-il alloué ?
5. COMMENT : par quels moyens, adaptés à chaque cible, et en fonction du budget ?
6. QUAND : selon quel planning ?
7. DE QUI : qui est le porte-parole des messages de l'organisation ?

Différentes étapes de la stratégie de Communication :
1. L'analyse marketing de l'entreprise (sa culture, ses valeurs, sa place sur le marché) et du produit, de la marque, du contexte concurrentiel, des besoins exprimés ou à susciter, des méthodes de fabrication… aboutit à un positionnement du produit.
2. Élaboration des différentes actions de création en fonction des cibles retenues et du positionnement : axes et thèmes des messages ; visuels, symbole interne : intranet, presse d'entreprise…).

### Objectifs publicitaires
Après avoir défini le rôle de la communication dans la stratégie marketing, il est nécessaire de centrer les objectifs sur l’essentiel afin de ne pas se disperser. Il s’agit, en outre, d’inscrire ces objectifs dans la durée et d’avoir une approche globale de la communication. C’est-à-dire, de veiller à la complémentarité des programmes d’actions qui constituent le mix de communication.
Les trois principales catégories d’objectifs de communication correspondent à la hiérarchie des effets définis par le modèle AIDA. Ils peuvent être schématisés comme suit :
- les objectifs cognitifs (« faire connaître ») : ils touchent la notoriété, l'information sur l'entreprise, la collectivité ou l'entité qui communique (annonceur) ;
- les objectifs affectifs : ils touchent l'image de l'annonceur. On les appelle aussi « objectifs d'image ». Leur finalité est de « faire aimer » un produit, un service, ou autre, de le rendre attractif ;
- les objectifs conatifs : ce sont les objectifs comportementaux. Comment faire déplacer dans un centre commercial par exemple, comment inciter à la consommation. Ils sont en rapport direct avec le vécu personnel du consommateur…

Les objectifs commerciaux
D'après David Ogilvy, « la publicité française est la plus belle du monde… la publicité américaine fait vendre ! »
De Guy Rodrigues, ancien de Sodico (devenu Mc Cann-Erickson), qui fut PDG de Promo-Expansion, AIDA devient AIDAR : en effet, les objectifs de Communication ne peuvent être complets que s'ils génèrent une action — le R de « retour » comme retour sur investissement. Ce que certains nomment « objectifs conatifs » (terminologie réductrice), mais complétés par la prise en compte des différentes cibles (action vers les réseaux de vente pour qu'ils soient à la fois acheteurs et prescripteurs du produit, etc.).

### Cibles de la communication
Les cibles de communication se définissent comme les groupes des personnes visées par une action de communication. À chaque cible correspond un moyen d'action, mais les mêmes moyens d'actions peuvent s'adresser à plusieurs cibles différentes, si la teneur du message diffère afin de correspondre précisément à la cible visée. La stratégie de communication détermine les différentes cibles comme faisant partie d'un schéma de type merchandising - à savoir tous les canaux concernés par l'action mise en œuvre. Il existe des cibles directes (le consommateur) et des cibles indirectes (le distributeur, le prescripteur, le leader d'opinion...).
Différents publics cibles de la communication de l’entreprise peuvent être regroupés en quatre catégories, les 4 C, auxquels correspondent un type de communication :
- Consommateurs - réseaux de vente / communication marketing ;
- Citoyens / communication sociale ;
- Capitaux / communication financière ;
- Salariés / communication interne.

L'ensemble des moyens de communications doit être conçu de façon complémentaire et cohérente pour les divers publics.
Une même personne peut appartenir à plusieurs catégories (à la fois salarié d'une entreprise, actionnaire de celle-ci et consommateur, il appréhendera donc l'entreprise, la collectivité ou le produit de différentes manières, ce qui nécessite des messages différents).

### Cible générale et cœur de cible
Au sein de la cible générale on distingue souvent un cœur de cible sur lequel on concentrera l’effort de communication, en raison de son importance.
Le cœur de cible peut être surexposé ou bénéficier d’un traitement particulier, tel que des opérations de marketing direct, de promotion ou de RP. Plus la cible générale est vaste, plus on a intérêt à définir un cœur de cible. Il se compose souvent des catégories suivantes :
- utilisateurs les plus importants en nombre ;
- consommateurs présentant le plus grand potentiel ;
- leaders d’opinion.

À noter qu'il est important de définir les motivations et freins de chaque cible lors de l'élaboration d'une stratégie.

### Segmentation des cibles
L’analyse du processus de décision d'achat permet de déterminer quelles sont les personnes qui jouent un rôle important au cours de ce processus. On peut distinguer plusieurs catégories d’intervenants : prescripteurs, décideurs, acheteurs et utilisateurs. Selon les marchés on s’adressera à une seule catégorie (achat « automatique »), plusieurs, parfois toutes (B to B et grande consommation).

### Communication produit, marque,corporate
On distingue deux types et quatre niveaux de communication :
- Communication produit/marque. On met en valeur ce que le client achète. Selon le contenu de la communication il existe deux niveaux de communication :
  - Communication produit : on communique sur les performances,
  - Communication de marque : on communique sur les valeurs qu’elle véhicule ;
- Communication corporate. On communique sur la société qui met le produit sur le marché. Elle a pour objectif de :
  - Construire une image valorisante et conforme au projet d’entreprise,
  - Définir le périmètre d’activité,
  - Envoyer aux actionnaires et aux milieux financiers des signes forts sur l’ambition et la détermination de l’entreprise,
  - Affirmer une volonté claire de se conformer à la législation et de satisfaire les exigences du consumérisme et de l’écologie,
  - Rassurer, valoriser et motiver les ressources humaines de l'entreprise (à visée interne).

La communication corporate doit donc correspondre à plusieurs publics aux intérêts souvent divergents : les actionnaires, les salariés, les consommateurs, les distributeurs, l’opinion publique, le législateur et les médias (bonnes relations et transparence essentielles pour qu'ils renvoient une bonne image de l'entreprise, surtout en temps de crise). De même que pour la communication produit/marque, on peut distinguer deux niveaux de communication :
- Communication d’entreprise : on communique sur les performances de l’entreprise (pour certains[Qui ?], communication d'entreprise et corporate ont les mêmes cibles et objectifs), ce que l'on appel par la communication vente ;
- Communication institutionnelle : on communique sur les valeurs.

La politique globale de communication d’une société est souvent un mix de communication construit sur ces quatre niveaux.

### Communication de crise
L’anticipation et le pilotage des situations de crise cherchent à assurer la pérennité de l’entreprise et sa capacité à développer sa stratégie dans un univers complexe, mobile, incertain, riche en menaces mais aussi en opportunités.
La communication ne suffit pas à elle seule à prévenir et gérer des situations de crise. Les compétences requises et les disciplines concernées excèdent son périmètre d’action. En revanche, elle joue un rôle capital dans le management de crise, puisque les crises touchent à l’identité des entreprises et à leur cohésion interne. La clé du management de crise étant la préservation et le développement du capital de confiance de l’entreprise.
L’essentiel de l’efficacité de la communication réside dans les actions accomplies avant et après la crise, ceci afin de tisser des liens de qualité et cicatriser les effets des turbulences.

### Définitions de la communication de crise
La communication de crise a fait l'objet de multiples définitions, listées par Thierry Libaert, un théoricien de la communication, auteur de nombreux ouvrages et Directeur Scientifique de l'Observatoire International des Crises :
1. Crise signifie indécision : c’est le moment où en même temps qu’une perturbation, surgissent les incertitudes (Edgar Morin).
2. Crise : une situation où de multiples organisations, aux prises avec des problèmes critiques, soumises à de fortes pressions externes, d’âpres tensions internes, se trouvent brutalement et pour une longue durée... le tout dans une société de communication de masse, c’est-à-dire en direct, avec l’assurance de faire la « une » des informations radiodiffusées, télévisées, écrites sur une longue période (Patrick Lagadec).
3. Un événement qui conduit l’organisation à devenir le sujet d’une vaste et potentiellement défavorable attention des médias et d’autres groupes extérieurs comme les actionnaires, les hommes politiques, les syndicats et les groupes de pression environnementaux, qui pour une raison ou une autre, ont un intérêt dans les actions de cette organisation (Michaël Regester).
4. Accident subit survenant chez une personne en bonne santé apparente (Larousse).
5. Ce qu’on nomme la crise n’est que la longue et difficile réécriture qui sépare deux formes provisoires du monde (Jacques Attali, Les trois mondes).
6. Un événement surprenant les individus et restreignant leur temps de réponse, et menaçant leurs objectifs prioritaires (Hermann).
7. Une crise est un processus de transformation induit par une rupture majeure qui force à la restructuration des systèmes sociaux, humains, technologiques et naturels (Shrivastava).
8. Changement brutal et soudain entre deux états, qui provoque une rupture d’équilibre (Marie-Hélène Westphallen).
9. Quand il y a crise, il y a rupture de contacts, rupture de relation (Evelyne Gasquet).
10. Une situation qui présente un dilemme et la nécessité d’un jugement et d’une décision qui déboucherait sur un changement pour le meilleur ou pour le pire (Slaikeu).
11. On définit la crise comme un processus qui, sous l’effet d’un événement déclencheur, met en éveil une série de dysfonctionnements (Christophe Roux Dufort).
12. La crise, c'est l'accumulation de fragilités, plus l'ignorance (Christophe Roux-Dufort).
13. Moment de rupture soudaine, violente et brutale, la crise révèle l’essence des choses et des êtres, elle signale une béance du savoir, et se constitue comme le moment critique de notre interrogation fondamentale sur ses relations à nos actes, et, dans le devenir de sa dynamique, évolue dans un sens positif ou négatif (Marie-Noëlle Sicard).
14. Un accident sérieux affectant, par exemple, la sécurité humaine, l’environnement et/ou le produit ou la réputation de l’entreprise, et qui a reçu ou été menacé par une médiatisation négative (Michaël Bland).
15. Tout événement inattendu ou non contrôlé, ressort de la crise (Patrick Boccard).
16. La crise est un changement, une transition entre deux états, transition qui se fait de façon accélérée (Jean-Bernard Pinatel).
17. La crise est un phénomène multifacette qui se manifeste par des caractéristiques d’imprévisibilité et d’ampleur, possède un processus de développement identifiable et provoque des effets destructeurs dans l’organisation interne de l’entreprise et dans le rapport de celle-ci avec la société à travers les médias (Véronique Sartre).
18. Situation critique dans la vie du système (Gilles Guerin-Talpin).
19. La crise est un facteur de déstabilisation : elle ébranle l’entreprise, met en péril son image et suscite un besoin d’information (Francis Grass).
20. La crise (par rapport à la catastrophe) génère plutôt du doute, de la suspicion quant à la réalité et au devenir du danger, et naturellement très vite, une polémique, des revendications et des accusations (Michel Ogrizek).
21. La crise provient d'un manque de communication, provoquant une tension, et entraine une aliénation passagère ou durable des non-communicants.
22. La communication de crise' consiste en un ré-apprentissage de la communication. La confiance faisant alors défaut, elle passe parfois par l'acte (Max Bézard).
23. Dire le Risque car si le Risque dort, pour autant il ne se repose jamais. (Bernard Sautet, Office de Gestion du Risque).
24. La crise n'est pas seulement négative, au contraire, elle peut être une opportunité (Thierry Libaert).